# Władysław Kozdra
Władysław Kozdra (* 1. Januar 1920 in Wysoka bei Strzyżów, Woiwodschaft Lwów; † 12. September 1986 in Koszalin) war ein Politiker in der Volksrepublik Polen, der unter anderem 1956 bis 1971 Erster Sekretär der Polnischen Vereinigten Arbeiterpartei PZPR (Polska Zjednoczona Partia Robotnicza) in der Woiwodschaft Lublin sowie zwischen 1972 und 1980 Erster Sekretär der PZPR in der Woiwodschaft Koszalin beziehungsweise der 1975 daraus gebildeten neuen Woiwodschaft Koszalin war.

## Leben

### Zweiter Weltkrieg und Erster Parteisekretär von Lublin
Kozdra, der aus einer Bauernfamilie stammte, absolvierte eine Berufsausbildung zum Schlosser, arbeitete aber danach vor dem Zweiten Weltkrieg als Maurer und Arbeiter in einer Ziegelei. 1937 trat er der Polnischen Sozialistischen Partei (Polska Partia Socjalistyczna, PPS) als Mitglied bei, ehe er 1943 Mitglied der Polnischen Arbeiterpartei (Polska Partia Robotnicza, PPR) wurde. Während des Krieges war er Angehöriger der Volksgarde (Gwardia Ludowa) sowie der Volksarmee (Armia Ludowa) sowie zuletzt zwischen 1944 und 1945 Erster Sekretär der PPR in Strzyżów.
Nach Kriegsende absolvierte Kozdra die Zentrale Parteischule in Łódź und war im Anschluss Sekretär der PPR im Powiat Rzeszów sowie 1947 Leiter der Organisationsabteilung der PPR in der Woiwodschaft Rzeszów. Nach der Gründung der Polnischen Vereinigten Arbeiterpartei (Polska Zjednoczona Partia Robotnicza, PZPR) im Dezember 1948 wurde er deren Mitglied und absolvierte zwischen 1949 und 1951 ein Studium an der Parteischule des ZK der PZPR (Szkoła Partyjna przy KC PZPR) in Warschau. Im Anschluss wurde er 1951 stellvertretender Leiter der ZK-Abteilung für Landwirtschaft.
1956 wurde Kozdra im Zuge des Polnischen Oktobers nach der Wahl von Władysław Gomułka zum Ersten Sekretär des ZK der PZPR am 21. Oktober 1956 Erster Sekretär der PZPR in der Woiwodschaft Lublin und bekleidete diesen Posten 15 Jahre lang bis 1971. Bei der Wahl vom 20. Januar 1957 wurde er zum Mitglied des Sejm gewählt und gehörte diesem bis Februar 1972 an. Auf dem III. Parteitag vom 10. bis 19. März 1959 wurde er zum Mitglied des ZK der PZPR gewählt und gehörte diesem Gremium bis zum IX. außerordentlichen Parteitag vom 14. bis 20. Juli 1981 an. 1964 absolvierte er zudem ein Fernstudium an der Fakultät für Geisteswissenschaften der Maria-Curie-Skłodowska-Universität in Lublin. Als es im Zuge der der März-Unruhen 1968 in Polen zu einer antisemitischen Kampagne kam, warnte er als Erster Sekretär der PZPR der Woiwodschaft Lublin: „Unser polnischer Nationalismus ist gefährlicher als der Zionismus…“ Zugleich hatte er die Polizei brutal gegen Studenten vorgehen lassen. In der Zeit des Arbeiteraufstandes vom 14. bis 22. Dezember 1970 bezeichnete er die streikenden Arbeiter in den polnischen Ostseestädten als „Auswurf der Gesellschaft“.

### Vizeminister und Erster Parteisekretär von Köslin
Knapp acht Monate später verlor Kozdra im August 1971 unter Edward Gierek, dem Nachfolger Gomułka als Erster Sekretär des ZK der PZPR, seinen Posten als Erster Sekretär der PZPR der Woiwodschaft Lublin. Daraufhin übernahm er von August 1971 bis Oktober 1972 das Amt als Staatssekretär und Vize-Minister für Forst- und Holzwirtschaft. 
Im Anschluss wurde er im Oktober 1972 Erster Sekretär der PZPR in der Woiwodschaft Koszalin und bekleidete diese Posten bis 1980, wobei es 1975 im Zuge einer Gebietsreform zur Bildung der neuen Woiwodschaft Koszalin kam. Kozdras Rückkehr als Parteisekretär wurde in Polen als Hinweis auf eine schwächere Position des Parteichefs Gierek gewertet. Zugleich wurde er bei der Wahl vom 21. März 1975 auch wieder Mitglied des Sejm und gehörte diesem bis zum 31. August 1985 an.

### Ehrungen und Auszeichnungen
Für seine Verdienste in der Volksrepublik Polen wurde Kozdra mehrfach geehrt und erhielt unter anderem 1964 den Orden Banner der Arbeit (Order Sztandaru Pracy) Erster Klasse, 1974 die Medaille zum 30. Jahrestag der Volksrepublik Polen (Medal 30-lecia Polski Ludowej) sowie 1979 den Orden Erbauer Volkspolens (Order Budowniczych Polski Ludowej). Ferner wurde ihm der Orden Banner der Arbeit Zweiter Klasse und der Titel eines Kommandeurs mit Stern des Orden Polonia Restituta (Order Odrodzenia Polski) verliehen.